# سیگارد رینگ
سیگارد رینگ (به نورس باستان: Sigurðr Hringr) پادشاه افسانه ای سوئدی بود که در بسیاری از ساگاهای قدیمی اسکاندیناوی نامش ذکر شده‌است. بر اساس این منابع، حکومت اوپلاند توسط عمویش به او داده شد. بعداً او به قصد براندازی او و گرفتن تاج دانمارک، علیه عمویش یورش برد.
در ساگاها سیگارد به پدر قهرمان افسانه ای نورس باستان رگنار لودبروک نیز مشهور است.